# Herzogtum Clermont-Tonnerre

Wappen des Herzogs von Clermont-Tonnerre

Das Herzogtum Clermont-Tonnerre ist ein Lehen bzw. Titel des Hauses Clermont-Tonnerre. Es wurde 1775 für Gaspard de Clermont-Tonnerre, Marquis de Cruzy et de Vauvillars, geschaffen.

## Geschichte

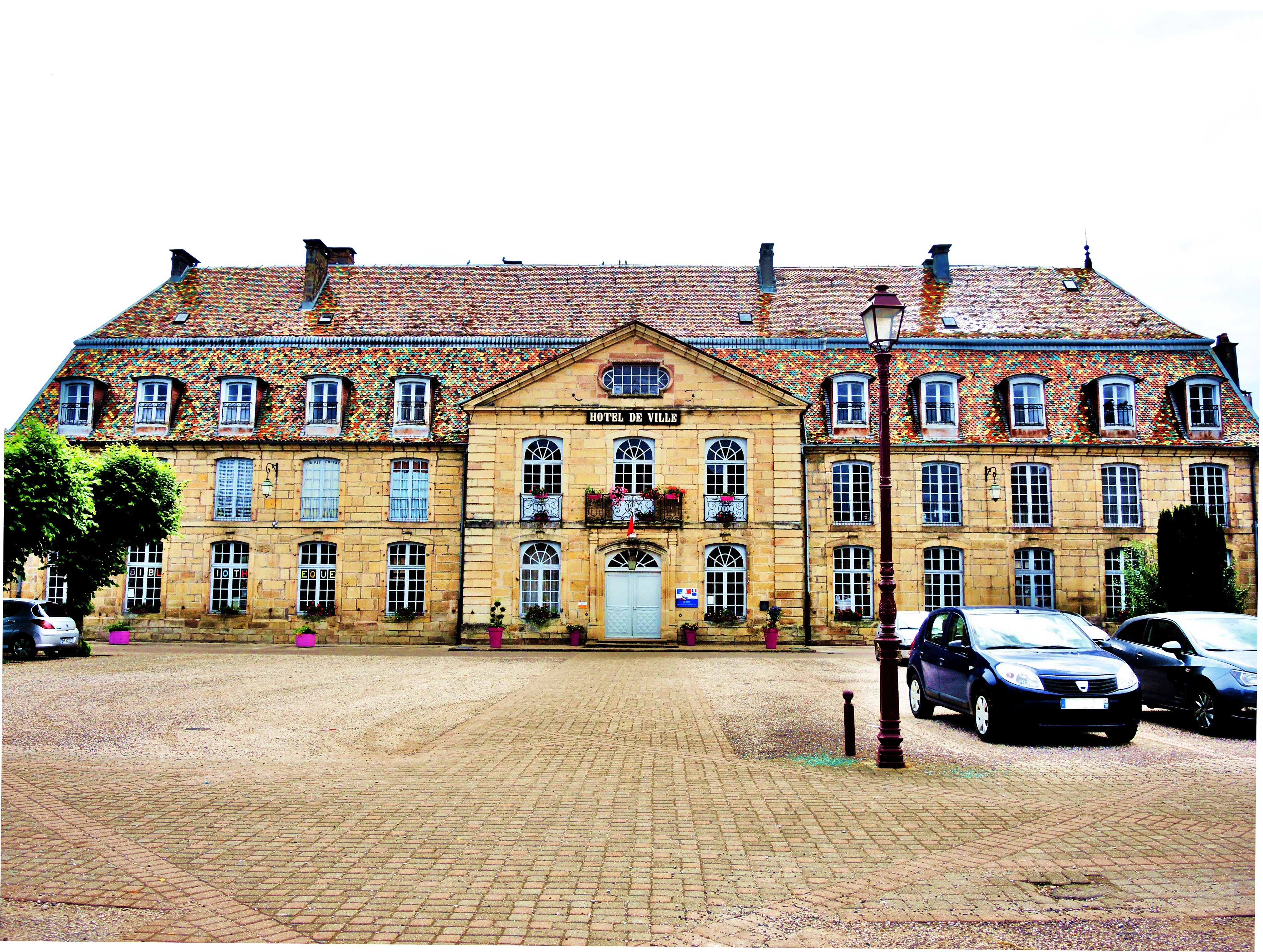
Schloss Vauvillers (Haute-Saône), Residenz des Herzogtums (heutiges Rathaus)

Das Herzogtum Clermont wurde (als Herzogtum und Pairie) 1571 aus der Grafschaft Clermont geschaffen (bezogen auf den kleinen Ort Clermont in der Dauphiné, der heute Teil von Chirens ist und wo der namensgebende Stammsitz der Familie, die Burg Clermont, lag). Da aber der Graf von Clermont sich weigerte, diese Grafschaft an seinen Sohn abzutreten, blieb die Standeserhebung ohne Wirkung. Das Herzogtum Tonnerre wurde (als Herzogtum und Pairie) 1572 aus der Grafschaft Tonnerre geschaffen, um das Herzogtum von 1571 zu ersetzen. Da die Errichtung beim Tod des Herzogs 1573 vom Parlement noch nicht registriert worden war, erlosch der Titel wieder. 1684 wurde die Grafschaft Tonnerre verkauft.
Das (dritte) Herzogtum, genannt Herzogtum Clermont-Tonnerre, wurde (als Herzogtum und Pairie) 1775 auf der Basis des Marquisats von Vauvillers (einschließlich zugehörigen weiteren Gebieten) für Gaspard de Clermont-Tonnerre errichtet. Dieses Territorium lag in der Franche-Comté und somit etwa 300 km nördlich der Stammregion der Familie in der Dauphiné. Das Schloss Vauvillers war bereits 1723 erbaut worden. 
Herzog Jules Charles Henri de Clermont-Tonnerre (1720–1794), Marquis de Cruzy, de Vauvillers und Comte d'Épinac, Pair von Frankreich, sowie sein Sohn und Erbe, Marquis Charles Gaspard de Clermont-Tonnerre, starben während der Französischen Revolution 1794 in Lyon auf der Guillotine. Der Titel ging auf den jüngsten Sohn, Jules Gaspard Aynard (1769–1837) über. Zahlreiche Besitzungen der Familie wurden enteignet.
1823 wurde darüber hinaus der Titel Duc de Clermont-Tonnerre als Pair de France dem Kardinalbischof von Toulouse, Anne-Antoine-Jules de Clermont-Tonnerre, verliehen, der aber aufgrund des geistlichen Standes des Inhabers als persönlicher Titel angesehen werden muss.

## Herzöge von Clermont-Tonnerre

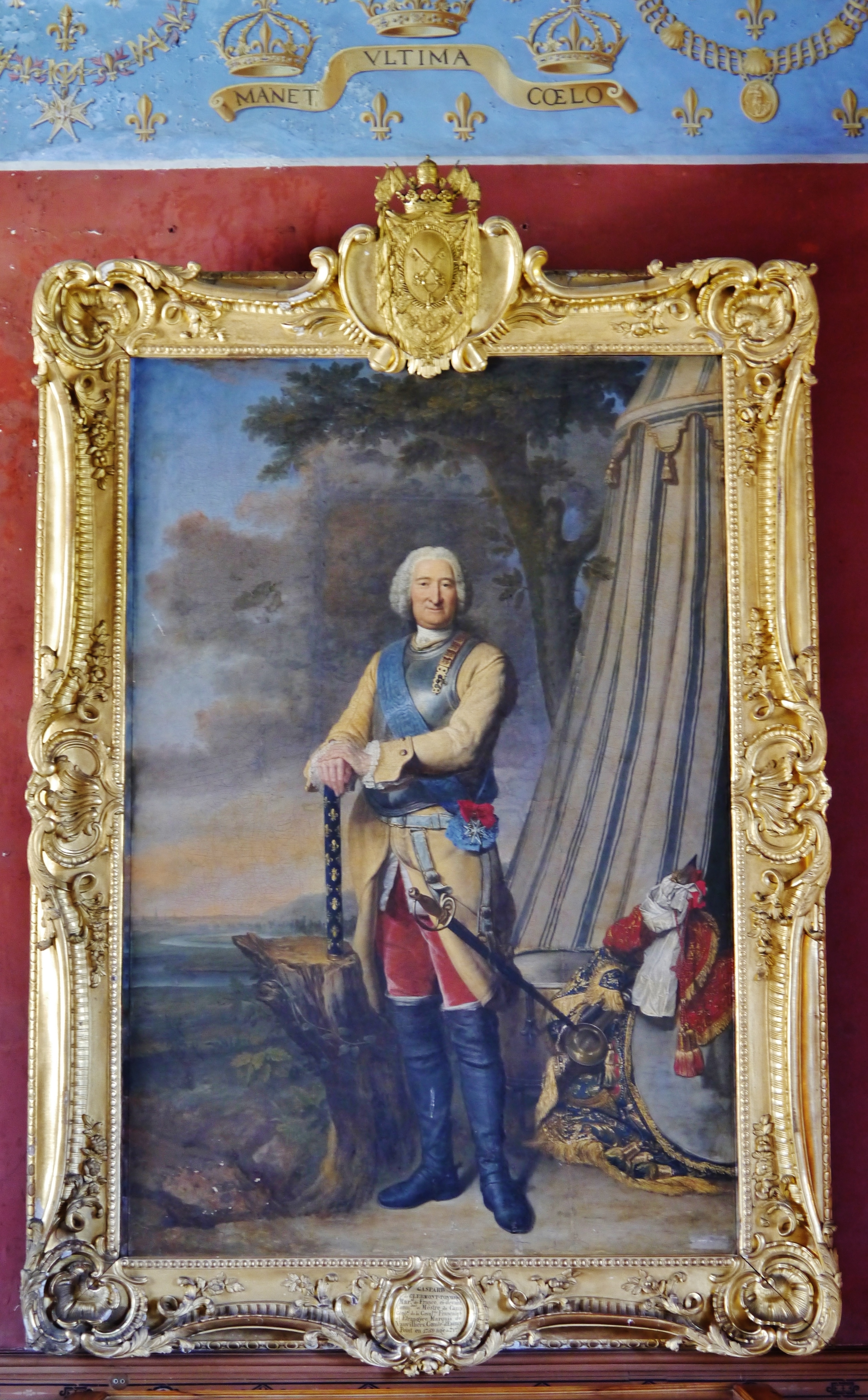
Herzog Gaspard de Clermont-Tonnerre (1688–1781)

- Henri Antoine de Clermont (1540–1573), Comte de Clermont-Tonnerre, Vicomte de Tallard, 1571 bzw. 1572 Duc de Clermont-Tonnerre und Pair de France
- Gaspard de Clermont-Tonnerre (1688–1781), Marquis de Cruzy et de Vauvillars (genannt „de Clermont-Tonnerre“), 1775 Duc de Clermont-Tonnerre und Pair de France, Marschall von Frankreich
- Jules Charles Henri de Clermont-Tonnerre (1720–1794), dessen Sohn, Duc de Clermont-Tonnerre, Pair de France
- Jules Gaspard Aynard de Clermont-Tonnerre (1769–1837), dessen Sohn, Duc de Clermont-Tonnerre, Pair de France
- Gaspard Paulin de Clermont-Tonnerre (1753–1842), dessen Onkel, Duc de Clermont-Tonnerre, Pair de France, römischer Fürst von Clermont-Tonnerre
- Aimé Marie Gaspard de Clermont-Tonnerre (1779–1865), dessen Sohn, Duc de Clermont-Tonnerre, Pair de France, Minister
- Gaspard Louis Aimé de Clermont-Tonnerre (1812–1889), dessen Sohn, Duc de Clermont-Tonnerre, Pair de France
- Gaspard Aimé Charles Roger de Clermont-Tonnerre (1842–1910), dessen Sohn, Duc de Clermont-Tonnerre,
- Aimé François Philibert de Clermont-Tonnerre (1871–1940), dessen Sohn, Duc de Clermont-Tonnerre, ⚭ Élisabeth de Gramont
- Marie Joseph Victor Fernand Aynard de Clermont-Tonnerre (1884–1967), dessen Vetter, Duc de Clermont-Tonnerre,
- Marie Joseph Charles Aimé Jean de Clermont-Tonnerre (1885–1970), dessen Bruder, Duc de Clermont-Tonnerre,
- Charles Henry Marie Gérard Gabriel de Clermont-Tonnerre (1934–1999), dessen Sohn, Duc de Clermont-Tonnerre,
- Aynard Jean Marie Antoine de Clermont-Tonnerre (1962-), dessen Sohn, Duc de Clermont-Tonnerre